# Cantó de Roybon
El cantó de Roybon és un dels cantons del departament francès de la Isèra, a la regió d'Alvèrnia-Roine-Alps. Està enquadrat al districte de Grenoble, el cap cantonal és Roybon i té 11 municipis.

## Municipis
- Beaufort
- Châtenay
- Lentiol
- Marcilloles
- Marcollin
- Marnans
- Montfalcon
- Roybon
- Saint-Clair-sur-Galaure
- Thodure
- Viriville

## Història
| Data d'elecció                           | Identitat        | Partit           | Qualitat |
| ---------------------------------------- | ---------------- | ---------------- | -------- |
| 1951-1988                                | Raymond Bouillol | RPF, després CNI |          |
| 1988-2001                                | Maurice Point    | RPR              |          |
| 2001-                                    | Marcel Bachasson | RPR, després UMP |          |
| les dades anteriors no són pas conegudes |                  |                  |          |
|                                          |                  |                  |          |

## Demografia
| 1962  | 1968  | 1975  | 1982  | 1990  | 1999  | 2007  |
| ----- | ----- | ----- | ----- | ----- | ----- | ----- |
| 4.985 | 5.371 | 5.079 | 5.251 | 5.476 | 5.553 | 6.401 |